# Wodoroarsenin miedzi(II)
Wodoroarsenin miedzi(II), nazwa Stocka: wodoroarsenian(III) miedzi(II), CuHAsO
3 – nieorganiczny związek chemiczny z grupy arseninów, sól kwasu arsenawego i miedzi na II stopniu utlenienia. Żółtozielony pigment otrzymany po raz pierwszy przez Carla Wilhelma Scheelego w 1778 roku. Stosowany był dawniej jako pigment, impregnat do drewna, insektycyd, fungicyd i rodentycyd (środek gryzoniobójczy), jednak został wyparty przez mniej toksyczne substancje i obecnie nie jest wykorzystywany.
Zieleni Scheelego przypisuje się zazwyczaj wzór wodoroarseninu miedzi(II) – CuHAsO
3. W rzeczywistości skład tego pigmentu jest zróżnicowany i może on zawierać także m.in. metaarsenin miedzi(II) (Cu(AsO
2)
2), arsenin miedzi(II) (Cu
3(AsO
3)
2) i diarsenin miedzi(II) (2CuO·As
2O
3).

## Otrzymywanie
Wodoroarsenin miedzi(II) otrzymuje się w reakcji soli miedzi(II) z arseninem amonu lub metalu alkalicznego. W pierwotnym procesie otrzymywania tego związku Scheele zastosował metodę opartą na gotowaniu tritlenku diarsenu z węglanem potasu i wytrącanie wodoroarseninu miedzi(II) z otrzymanego roztworu za pomocą siarczanu miedzi(II). Innym sposobem jest użycie roztworu siarczanu miedzi(II), tritlenku diarsenu i wodorotlenku sodu.

## Zagrożenia
Stosowanie pigmentów zawierających arsen było w XIX i XX wieku przyczyną wielu zatruć objawiających się m.in. zaburzeniami neurologicznymi, układu pokarmowego i chorobami skóry. Pigmenty takie wykorzystywano m.in. w żywności i ubraniach, a także w świecach (co również mogło prowadzić do zatruć poprzez wdychanie wydzielających się trujących oparów). Toksyczność takich pigmentów była przyczyną stopniowego zaprzestania ich wykorzystywania, jednak skala zatruć w XIX wieku spowodowała niechęć do spożywania żywności barwionej na zielono, która utrzymywała się jeszcze w następnym wieku.